# 团结遗址 (牡丹江)
团结遗址位于黑龙江省牡丹江市东宁县大肚川镇。团结遗址分上下两层，上层为唐朝渤海国时期的文化遗存，下层为战国至两汉时期的“沃沮人”文化遗存。下层“沃沮人”文化遗存也因此定名为“团结文化”。
2005年，黑龙江省人民政府公布为省级重点文物保护单位。2013年3月，中国国务院公布为第七批全国重点文物保护单位（古遗址）。